# 住在拔作島上的我該如何是好？2
《住在拔作島上的我該如何是好？2》，簡稱拔作岛2，是Qruppo在2019年7月26日發售的戀愛冒險類型成人遊戲，亦是《住在拔作島上的我該如何是好？》的續作。當中由和如月千幸共同擔當原畫，倉骨治人和合作撰寫劇本。
《拔作島2》擁有多條劇情分支路線，每條路線皆有一系列預先設定的場景和人物互動。其主要聚焦於玩家角色橘淳之介跟女主角們的互動，並刻畫了角色之間的性行為。整部遊戲沿用前作的世界觀和設定，講述各女主角在經歷之前的一系列事件後，跟淳之介的相處情況。它除了以前作各女主角的路線作展開外，亦收錄全新路線「麻沙音小劇場」和「Senzuripoint: Paccoman」——前者以「麻沙音自願在淳之介的左手受傷期間為他消解性慾」的展開為主軸；在後者，淳之介跟SS的三名成員一起轉移到平行世界，並在那成為SS副會長。
Qruppo內部在《拔作島》開發完成後便有製作Fan disc的構思，以把前作沒有敍述的故事另行發表。《拔作島》在市面發售後得到熱烈反應，為他們打下強心針，於是便着手開發Fan disc。之後編劇開始撰寫擁有多條分支的Fan disc劇本。但他們在寫到一半時便發現劇本的份量變得過於龐大，而且難以就這樣收尾，故此便決定把有關內容以續作的名義推出市面。
這部作品在開售後隨即登上各大平台的當月美少女遊戲銷量排行榜首位。在日本美少女遊戲暨動漫相關商品銷售網站Getchu屋亦被票選為2019年7月最佳美少女遊戲。之後亦在2019年度萌系遊戲大賞奪得由業內人士選出的年度金獎，並於Getchu屋的2019年美少女遊戲大賞中獲得綜合部門第1位、音樂部門第1位、劇情部門第2位、影像部門第2位的成績。

## 遊戲系統
《拔作島2》採取戀愛冒險的遊玩方式，玩家所扮演的是本作的主角橘淳之介。基本上玩家在遊玩的時候都需閱覽屏幕上所顯示的文本和聆聽遊戲發出的聲音，用以了解故事情節和人物之間的對話。文字和聲音會與人物拼合圖和背景一同出现，用以表示橘在跟誰對話。玩家會在故事中遇見代替背景和人物拼合圖的计算机图形。《拔作島2》擁有多條劇情分支路線，每條路線的结局皆有所不同。玩家的選擇會影響之後的劇情路線，從而影響結局。
本作角色之間的關係亦帶有一定性意味。有關場景包括手交、乳交、性交。玩家在某些預設的段落中須選擇行為選項。對話框的下一段文本在做出選擇前並不能夠顯示。玩家必須反覆載入選項頁面並選擇不同的選項，才能夠觀覽存於不同路線的劇情。《拔作島2》擁有多個結局。

## 情節
《拔作島2》的所有路線皆沿用前作的世界觀和設定，講述各女主角在經歷之前的一系列事件後，跟淳之介的相處情況。它除了以前作各女主角的路線作展開，刻畫他們的日常互動外，亦收錄全新路線「麻沙音小劇場」（麻沙音ミニシナリオ）和「Senzuripoint: Paccoman」——前者以「麻沙音自願在淳之介的左手受傷期間為他消解性慾」的展開為主軸；在後者，淳之介跟SS的三名成員一起轉移到平行世界，並在那成為SS副會長。其他後日談的內容如下：美岬線描畫了她跟淳之介決定一起製作凌辱系成人遊戲後的一連串事件；雛見線講述淳之介跟曬黑的雛見一起度過日常的情況；文乃線講述文乃在街上撿了一隻貓回家的故事；奈奈瀨線則講述奈奈瀨在照顧淳之介的同時有人想復活《超色情條例》的故事。

### Senzuripoint: Paccoman
橘淳之介在經歷完前作的一系列戰鬥後，順利讓青藍島實施新的《色情條例》，並跟SS的成員建立了友好關係。某一天，他從社交網站的網友@MIZUHIKI_A那邊收到新的3D打印數據，讓之能打印全新的自慰杯。他在打印完後馬上試用之，不過由於該一自慰杯過於舒服的關係，故令自己的手速超越光速，繼使他跟來家拜訪的三位SS成員冷泉院桐香、糺川禮、女部田郁子一起穿越到平行世界（他們後把平行世界稱為B世界）。B世界的《超色情條例》不但沒有廢止，甚有於全日本及美國推廣開去的趨勢。原本生活在B世界的淳之介則為了向島民復仇及保護文乃，而跟仁浦俊明合作。及後亦成為SS副會長，並因自身陰莖之巨大，而被尊稱為「性帝」。結果穿越到B世界的淳之介亦繼承這樣的待遇。
他們四人於是一邊在SS工作，一邊尋找回到原本世界的方法。期間亦認識了SHO特別監察員秋野水引，她在SS內的職責是以SHO成員的身份負責監視SS的運作。之後還跟秘密組織發生戰鬥，使得他們確定這個世界雖不存在NLNS，但原本世界的NLNS成員皆加入了，由某人領導着。並推斷找出的領導者將有助返回原本世界一事。於是他們便舉辦活動，以望在活動期間捉拿的成員，向他們解釋自身的境況，換取合作的可能性。他們最終達到目標，制服了的成員。不過淳之介打算與之溝通時，一台機械人突然現身，把淳之介等人打至重傷。
於是眾SS成員回到日常校園生活。而淳之介等則繼續調查回到原本世界的方法，結果發現SHO跟在背後有着合作關係之餘，SS的權力亦比原本的世界大，致使SHO對SS感到不滿。他們之後為了拿到更多數據，而潛入SHO的總部。在校的淳之介則向琴寄文乃坦白自己來自平行世界的事，換來她的信任。同時SS收到出現的消息，於是便去與之戰鬥。SHO及桐香等人隨後趕到。不過SHO卻把槍口指向淳之介等人。水引則於此時向民眾告知桐香等人潛入SHO偷取民眾資料的事，以證明自己有必要拿取SS的指揮權。她繼使用之前把淳之介打傷的機械人前往交戰地點，在那現明正身，並打算以此打倒他們。不過此事在文乃的介入下失敗告吹。
淳之介等人繼在SHO兼SS為居民舉辦的活動中，取得成員的支持，其後又順利讓怨恨自己離家而去的妹妹回心轉意。不過此時水引則向全體島民宣告自己的真正目的及動機——她認為自己這樣的跨性別女性在日本經常備受歧視及辱罵，故要向這個國家報復。而方法則是讓《超色情條例》推廣開去，之後破壞之，以令依賴SHO維持治安的日本失去秩序。要實現她的復仇計劃，第一步就是破壞青藍島。淳之介等人於是決定阻止她，並在島民的合作之下成功戰勝之。最終察覺到水引就是自慰杯設計者的淳之介從她手裏拿到實物後，順利回到原本世界，並在那開始跟SS成員交往。

## 角色
橘淳之介
本作的男主角。喜歡以3D打印機打印自慰杯。他及後以3D打印的有關知識打印武器。他在「Senzuripoint: Paccoman」因為以自慰杯自慰的手速超越光速，而跟來家拜訪的三位SS成員一起穿越到B世界。他們於是一起尋找回到原本世界的方法。
冷泉院桐香（聲優：花澤櫻）
風紀委員會兼學生會SS的領導者，性技巧高超，頭腦聰明，在校園裏有着一定人氣。不過她在家裡欠缺自理能力，連換衣服也要他人幫忙才能完成，而且要人抱着才能登上樓梯。她因此經常受糺川禮幫助。同时有着为被NTR而感到興奮的性癖。
糺川禮（聲優：水野七海）
校園裏的風紀委員長。性格認真。此前曾為眾多不遵從《超色情條例》者施加刑罰，在新的《色情條例》實施後心裡為此自責，故來到B世界後情緒略為有點負面，但還是為處理日常事務而收拾好心情。幼時由於家境貧困而被迫來到青藍島，在移居期間SHO為了讓她成為模範島民，而安排她接受針對不遵從《超色情條例》者的處罰。
女部田郁子（聲優：夏峰いろは）
風紀委員的第一大隊隊長。善於戰鬥，在日常不時關顧部下。她在某一次執法行動中順利捕獲淳之介，然後與之性交，結果令她開始迷上淳之介。幼時因要繼承女部田家的戰鬥技術而被當作男性撫養。由於訓練及家規相當嚴厲的關係，故她轉向以自慰這一行為來讓自己得以解脫。不過最終她的家人全都病逝，而自己則因此來到青藍島，在那做回自己。她对容易變亂的头髮有着一定自卑感。
秋野水引（聲優：わらび茶々）
原世界的SS副會長，同時亦是跨性別女性。到了B世界則在SS以SHO特別監察員的名義活動。不過有關職務對她而言只是順勢而為，故不願於當中投入過多精力。與此同時她亦因為日本對性少數不友好，而決定向之報復。
絲絲子（聲優：藍澤夏癒）
風紀委員的第五大隊成員。在B世界經常協助橘淳之介。對於淳之介雖有點敬畏，但還是願意跟他交流合作。
橘麻沙音（聲優：そらまめ。）
主角橘淳之介的妹妹。她是個對哥哥以外的所有異性皆沒性慾的女同性戀者。對哥哥有着一定的理解，不過對於他於前作結束後與不少女性建立友好關係一事感到不滿。
片桐奈奈瀨（聲優：柳ひとみ）
在校內因被傳成婊子而聞名的學生，但實際上她的性格純情，而且很會照顧人。在NLNS和以EGG形狀的煙霧彈跟敵人戰鬥。
渡會雛見（聲優：飴川紫乃）
水乃月學園的學生，同時亦是淳之介的前輩。她的外表嬌小，所以經常被周圍視作小孩看待，也因此很少人敢對之出手。不過她的母性很強。她為了彌補身高所帶來的不便，而經常帶著一張能讓自己墊高的椅子。在NLNS和當中並沒有戰鬥能力，但能利用椅子的加護把子彈防住，並製造跳彈。
畔美岬（聲優：こはる凪）
即使自身具有吸引力，但也對自己身材十分在意的女學生。她因此而感到自卑，繼避免與人發生性關係。存在感薄弱。在NLNS和「」內經常為了成員而去操縱各式各樣的運輸工具。喜歡幻想各種變態場面。
琴寄文乃（聲優：澤野ぽぷら）
前/現縣知事琴寄仁浦的女兒。在NLNS和當中擔任狙擊手的角色。對淳之介十分忠心。經歷完前作一系列事件後於島上被稱為「超色情貞德」。

## 開發
《拔作島2》大致沿用前作的製作班底，它的劇本由倉骨治人和神近ゆう合作撰寫，原畫則由浮丸つぼね和如月千幸共同擔當。背景音樂由金閉開羅巧夢以的名義創作。主題曲《BWLAUTE BEIRRD》由和知代創作，主唱。
Qruppo內部在首作開發完成後便有製作Fan disc的構思，以把前作沒有敍述的故事另行發表。不過《拔作島》的初期預約數量並不理想，致使他們一度打消了這個念頭。但《拔作島》最終在市場上反應熱烈，為他們起初的構思打下強心針，於是便着手開發Fan disc。之後编劇开始撰寫擁有多條分支路線的Fan disc劇本。但他們在寫到一半時便發現劇本的份量變得過於龐大，而且難以就這樣收尾，故此便決定把它們以續作形式公開。Qruppo還為這部作品的加入前作沒有的新素材和畫面演出。他們亦考慮到了用戶對就前作界面所發表的意見，而作出調整。不過一些元素因為技術問題而得以保留。
開發團隊以不同的概念去製作各個女主角的後日談——奈奈瀨線的概念為「拿回忘掉的事物」和肌肉訓練；雛見線為「跟曬黑的雛見一起過日子」；美岬線為延續前作的气氛；文乃線則會出現類後宮的元素。Qruppo表示，最終每條後日談路線的份量約等同「一部Fan Disc」，色情場景平均有3場以上。「Senzuripoint: Paccoman」則收錄了前作沒有敍述的SS成員設定，以及以主故事搭配後日談的故事編排為中心。團隊成員亦為各SS成員構想出符合她們個性的色情場景。跟花丸凜的有關情節則因編劇喜好而不時加進劇本中。

## 發行
2019年3月22日，Qruppo開設了《拔作島2》的官方網站，同日公佈它將舉行本作的抽奖活动。同月28日，Qruppo公佈本作的店鋪特典，並在次日開始舉辦以預約者為對象的活動。同類型活動在未來3個月期間亦有舉辦，讓他們可獲得海報、日曆等贈品。5月至7月期間，它在YouTube上發佈了《拔作島2》的開場動畫和最終沒有採用的遊戲場景錄像，並發佈了免費試玩版，予供公眾下載試玩。7月8日，官方宣佈本作已完成開發工作，餘下錄製光碟等工序要處理。同月17日至27日期間，它在YouTube開展了發售倒數活動。
初回版於7月26日發行，同時相容Windows 7/8.1/10。部分商店為購入者安排了像掛毯、廣播劇CD、電話卡般的特典，它們都以本作角色為主題。通常版在10月11日公開。DMM在同月18日發佈了本作的完整付費下載版。2020年8月14日，Qruppo以追加付費可下载内容形式向玩家發放絲絲子線的劇情。中英文版在2024年2月16日由Shiravune於Steam平台發行。官方另透過外部修補程式來向玩家發放當中的成人內容。

## 評價
| 部門名稱 | Getchu.com | BugBug   |
| -------- | ---------- | -------- |
| 綜合部門 | 第1位      | 第14位   |
| 音樂部門 | 第1位      | 圈外     |
| 劇情部門 | 第2位      | 圈外     |
| 影像部門 | 第2位      | 沒有設立 |
| 色情部門 | 圈外       | 第10位   |

《拔作島2》在開售後登上了各大平台的美少女遊戲銷量排行榜首位——它在首次登上排行榜時，於美少女遊戲暨動漫相關商品銷售網站Getchu屋、雜誌《Megastore》、《BugBug》上皆奪得榜首。《BugBug》在它登上首位後形容本作的麻沙音線回應到了玩家的需求；《Megastore》則形容SS的三位女主角有着一定人氣。《拔作島1》和《拔作島2》的捆綁銷售版亦在各大平台上獲得第5位至第6位的銷量成績。它在Getchu屋亦被票選為2019年7月最佳美少女遊戲，並在當月奪得由用戶選出的萌系遊戲大賞月間賞。
《拔作島2》在Getchu屋的2019年美少女遊戲大賞中，獲得綜合部門第1位、音樂部門第1位、劇情部門第2位、影像部門第2位。根據《BugBug》的2019年讀者美少女遊戲人氣投票結果，這部作品亦獲得綜合部門第14位和色情部門第10位。糺川禮、畔美岬、女部田郁子、琴寄文乃分別獲得Getchu屋角色部門的第2位、第13位、第16位、第19位。冷泉院桐香在Getchu屋和《BugBug》的人氣投票結果中皆有上榜——分別獲得角色部門第9位和第12位。《拔作島2》在萌系遊戲大賞同時贏得由業內人士選出的年度大獎、店鋪獎、FANZA Games獎，年度排名則排在第3位。《BugBug》的總編大澤忠基在評論它獲得年度金獎時，肯定了《拔作島2》的結局，指它相當令人感動，認為它的下流梗和戲仿數量比前作還要充足，Qruppo亦充分運用到了互聯網平台去作宣傳。
《BugBug》的認為，這部作品讓淳之介成為SS成員的設定能讓玩家體會不一樣的視角，並對此表示好評。他亦讚揚本作的戰鬥場景及各女主角的個人路線，指前者讓人興奮，後者則各有特色。

## 外部連結
- 官方網站 （页面存档备份，存于）（日語）
- 《住在拔作島上的我該如何是好？2》在視覺小說數據庫的頁面 （英文）